# Hugo Gschwind

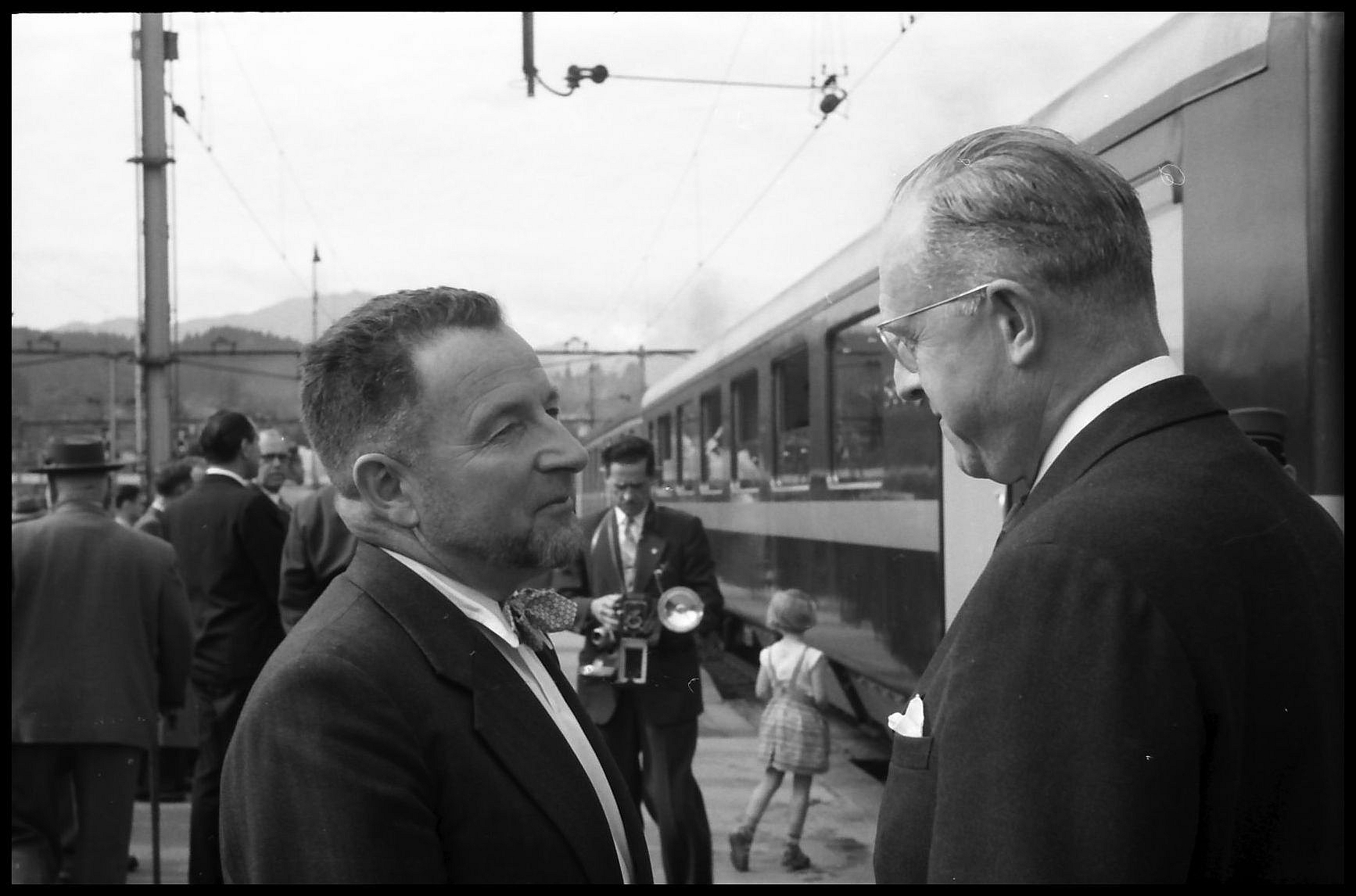
Hugo Gschwind (links, 1957)

Hugo Gschwind (* 10. September 1900 in Therwil; † 7. Januar 1975 in Münsingen, heimatberechtigt in Therwil) war ein Schweizer Politiker (Katholisch-Konservative).

## Leben
Hugo Gschwind kam als Sohn des Spenglermeisters Heinrich Anton Gschwind und der Mathilde geborene Gschwind zur Welt. Nach Schulbesuchen in Therwil und Basel nahm Hugo Gschwind ein Studium der Rechte in Basel, Paris und Madrid auf, das er 1924 mit dem Erwerb des akademischen Grades eines Dr. rer. pol. abschloss.
In der Folge war er für Banken in Paris, Berlin und Basel tätig. Daneben belegte er weitere Studien in England und Spanien. Nach einer kurzen Beschäftigung in der Basellandschaftlichen Kantonalbank fungierte Gschwind ab 1949 als SBB-Generaldirektor sowie von 1951 bis 1965 als Präsident der SBB-Generaldirektion, betraut mit der Leitung des Finanz- und Personaldepartements. Gschwind verstand die SBB als Unternehmen im klassischen Sinn. Dazu stand er zwischen 1963 und 1964 dem internationalen Eisenbahnverband als Präsident vor. Zuletzt präsidierte er ab 1965 die Schweizerische Gewerbebank.
Hugo Gschwind heiratete im Jahr 1945 die gebürtige Aescherin Verena, geborene von Blarer. Er verstarb am 7. Januar 1975 vier Monate nach Vollendung seines 74. Lebensjahres in Münsingen.

## Politische Ämter
Hugo Gschwind wurde im Jahr 1936 als erster Vertreter der Katholischen-Konservativen Partei in den Regierungsrat des Kantons Basel-Landschaft gewählt, dem er bis 1949 angehörte und den er zwischen 1940 und 1941 sowie 1944 und 1945 präsidierte. Dort zeichnete er als Chef des Departements des Inneren verantwortlich für die Kriegswirtschaft. Darüber hinaus nahm er für den Kanton in den Jahren 1939 bis 1943 Einsitz in den Nationalrat.